# Revival Records
Revival Records war ein britisches Plattenlabel, das im Jahre 1971 von Andrew Cameron Miller und Ian Brown gegründet wurde, um Aufnahmen von Bluesmusikern aus dem Mississippi-Delta wie zum Beispiel Fred McDowell und Johnny Woods, George Henry Bussey und Jim Bunkley, Charlie Burse und Will Shade, Joe Callicott, Furry Lewis, R. L. Burnside und Sleepy John Estes zu veröffentlichen, die in den 1960er Jahren von dem Bluesforscher George Mitchell gemacht worden waren.
Mitchells Aufnahmen sind später auf den Labeln Rounder und Fat Possum wiederveröffentlicht worden.